# 루크 대쉬
루크 대쉬(2002년 9월 18일 ~)는 대한민국의 가수다.

## 방송
- 전교톱10 (2020) - 2회 준우승, 왕중왕전 6위
- 브이에스 (2023) - Top10

## 음반
- winter visitor (2021)

### timid mood
- Tasting (2021)
- bye bye bye bye (2022)
- 신호등 (2022)

## 기타
- 모던 한 RBW <Reeling> (2021) - 작사/랩
- 반예림 <Ice cream> (2022) - 피처링/작사/작곡
- REVOLUTION HEART <흰 눈이 내려와 (Inst.)> (2022) - 작곡
- REVOLUTION HEART <흰 눈이 내려와> (2022) - 작곡